# Chroustov
Chroustov település Csehországban, a Nymburki járásban. Chroustov Kněžice, Slavhostice, Žlunice és Židovice településekkel határos. Lakosainak száma 192 fő (2024. január 1.).

## Népesség
A település lakosságának változását az alábbi diagram mutatja:
| Lakosok száma | 648  | 797  | 635  | 441  | 241  | 201  | 204  | 211  | 200  | 192  |
|               | 1869 | 1890 | 1921 | 1950 | 1980 | 2001 | 2017 | 2019 | 2022 | 2024 |